# 234 a.C.

## Eventos
- Lúcio Postúmio Albino e Espúrio Carvílio Máximo Ruga, cônsules romanos.